# Pierre Delaunay
Pour les articles homonymes, voir Pierre Delaunay (peintre) et Delaunay.
Pierre Delaunay, né le 9 octobre 1919 dans le 14e arrondissement de Paris et mort le 23 janvier 2019 au Chesnay (Yvelines), est un dirigeant sportif français.

## Biographie
Fils d'Henri Delaunay, dirigeant de l'Union des associations européennes de football (UEFA), Pierre Yves Delaunay naît le 9 octobre 1919 dans le 14e arrondissement de Paris.
Le 17 février 1941, il épouse Hélène Louise Jeanne Hannier en la mairie d'Amiens.
Il meurt le 23 janvier 2019 au Chesnay.

## Engagements sportifs
Il prend la place de son père, après la mort de celui-ci en 1955, à la tête de l'UEFA.
Il est secrétaire général de la Fédération française de football (FFF) de 1956 à 1969 et secrétaire général de l'UEFA de 1956 à 1959.

## Publications
- Pierre Delaunay, Jacques de Ryswick et Jean Cornu, 100 ans de football en France, Évreux, Atlas, 1983, 336 p. (ISBN 2-7312-0108-8, BNF 34901469)